# 1871
1871 (MDCCCLXXI) byl rok, který dle gregoriánského kalendáře započal nedělí.

## Události

### Česko

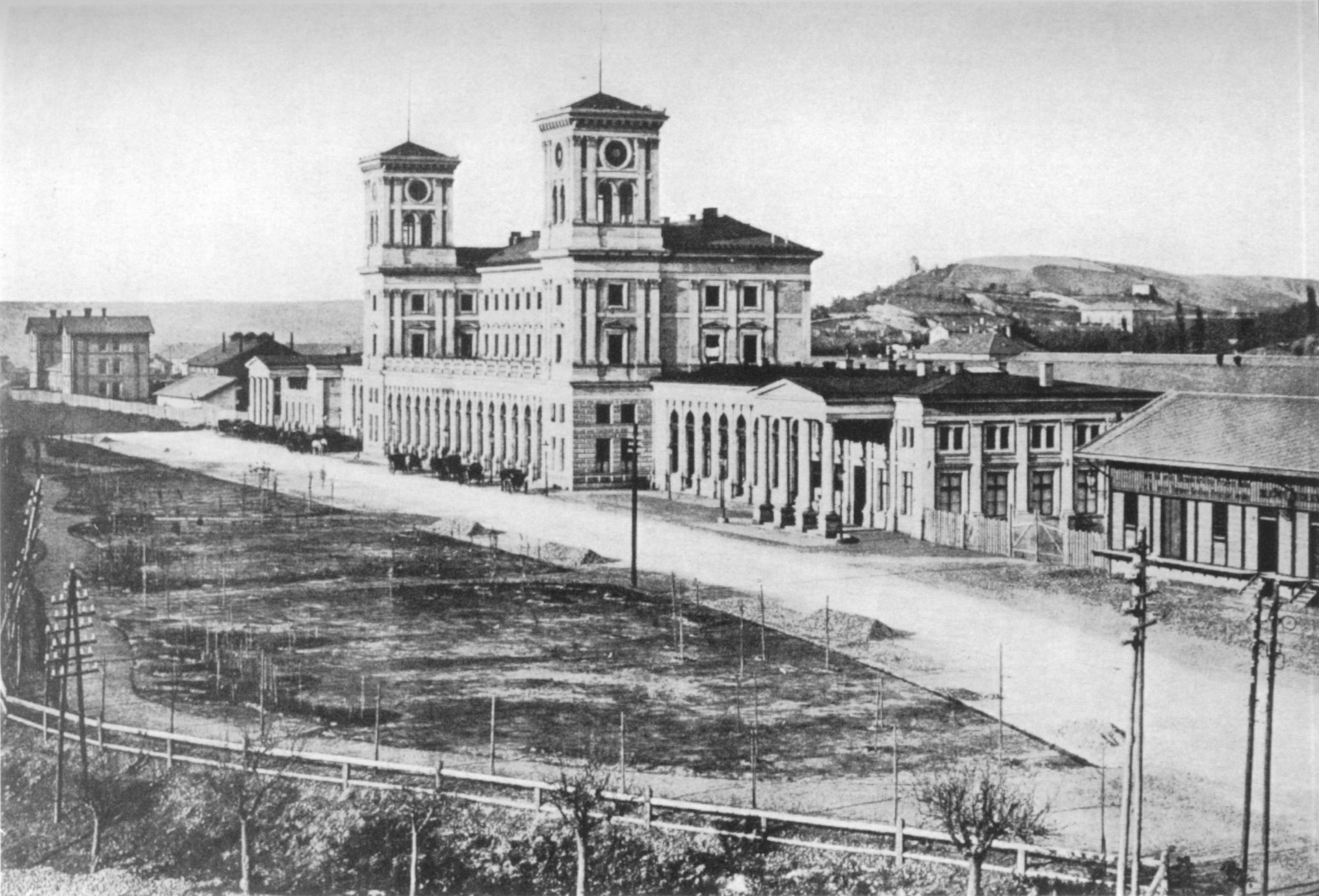
Nádraží císaře Františka Josefa

- 11. června – založen Spolek Vltavan
- 19. září – V Praze byl dán do provozu první Vinohradský železniční tunel v délce 1 146 metrů
- 29. října – Otevření Gymnázia Třebíč
- 14. prosince – V Praze byl zahájen provoz Nádraží císaře Františka Josefa
- Neúspěšná dohoda o rakousko-českém vyrovnání, tzv. Fundamentální články
- Novinář a spisovatel Václav Vlček začal vydávat kulturní, vědecký a politický měsíčník Osvěta

### Předlitavsko
- 6. únor – nastoupila vláda Karla von Hohenwarta
- 30. říjen – nastoupila vláda Ludwiga von Holzgethana
- 28. listopad – nastoupila vláda Adolfa von Auersperga (do 15. února 1879)

### Svět

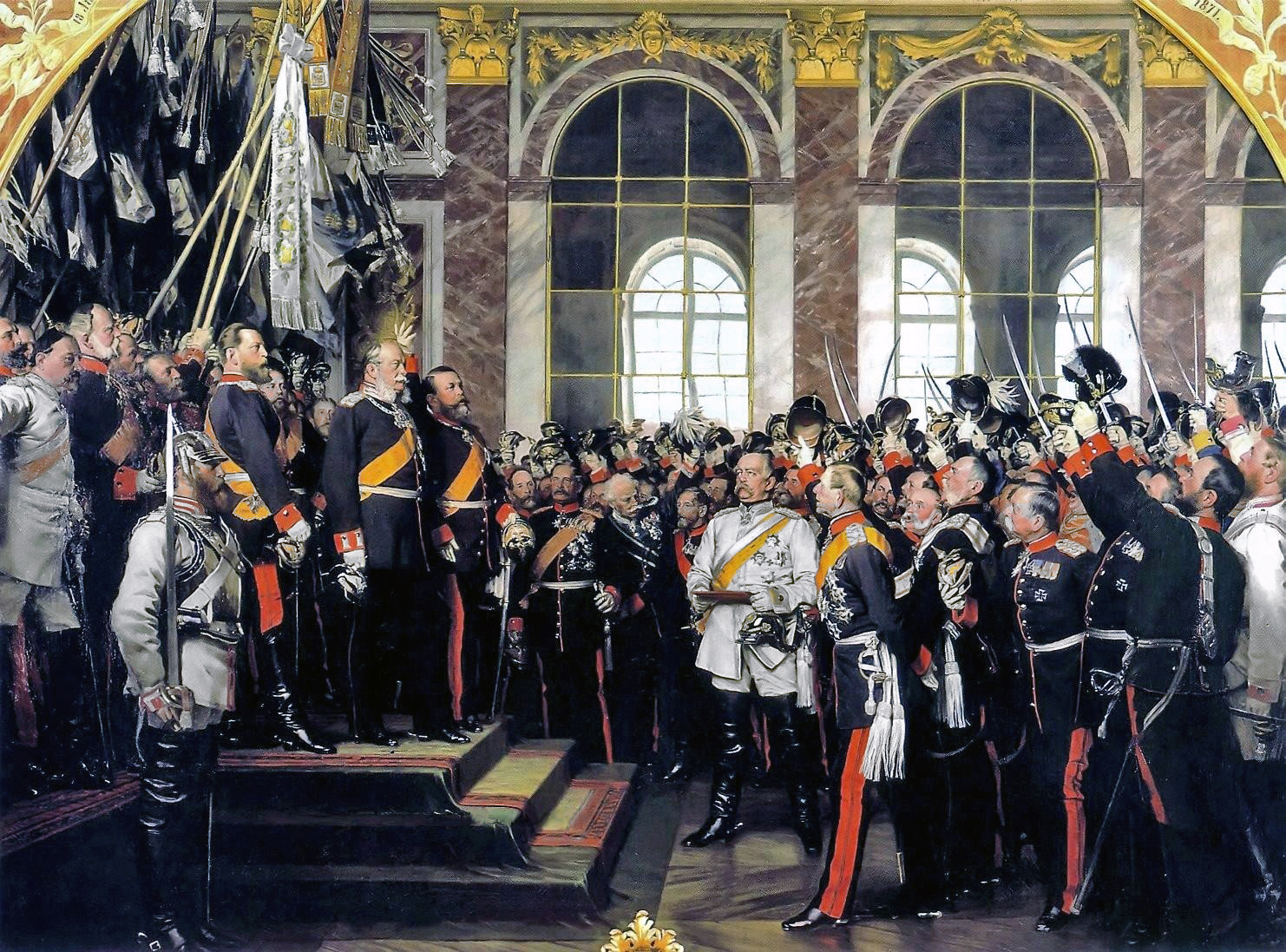
Vyhlášení Německého císařství v Zrcadlovém sále ve Versailles v roce 1871 (Anton von Werner, 1877)

- 18. ledna – V Zrcadlovém sále na francouzském zámku ve Versailles byl pruský král Vilém I. prohlášen německým císařem. Došlo ke sjednocení Německa a vyhlášení Německého císařství.
- 18. března – Vyhlášení Pařížské komuny
- 21. března – Otto von Bismarck se stal prvním německým kancléřem.
- 26. března – Královna Viktorie otevřela v Londýně Royal Albert Hall
- 27. března – Byl odehrán historicky první mezinárodní zápas v ragby, ve kterém Skotsko porazilo 1:0 Anglii.
- 10. května – Byla ukončena Prusko-francouzská válka
- 21. května – Ve Švýcarsku byla dána do provozu Vitznau-Rigi-Bahn první ozubnicová dráha na světě
- 22. – 28. května – Při Krvavém týdnu v Paříži zahynulo několik tisíc lidí
- 29. května – Pád Pařížské komuny
- červen – Francouzský básník a revolucionář Eugène Pottier napsal text Internacionály
- 20. července – Britská Kolumbie se stala šestou kanadskou provincií
- 31. srpna – Adolphe Thiers se stal prvním francouzským prezidentem
- 7. listopadu – Londýn byl telegraficky spojen s australským Darwinem

### Probíhající události
- 1870–1871 – Prusko-francouzská válka

## Vědy a umění
- 3. května – Vyšlo první číslo časopisu Vesmír
- 24. prosince – V egyptské Káhiře měla premiéru opera Giuseppe Verdiho Aida
- W. S. Jevons a Carl Menger nezávisle na sobě vydali díla, která zahájila marginalistickou revoluci v ekonomii.
- Thomas Adams si dal patentovat stroj na výrobu žvýkací gumy; později prorazil se svou značkou Tutti Frutti

## Knihy
- Lewis Carroll – Za zrcadlem a co tam Alenka našla
- Jules Verne – Plující město
- Jules Verne – Prorazili blokádu
- Jules Verne – Strýček Robinson
- Émile Zola – Strýček Robinson

## Narození

### Česko

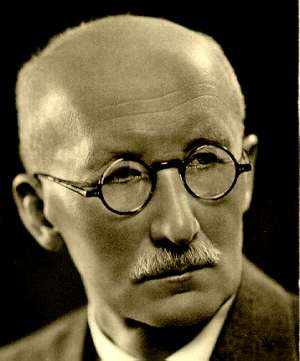
František Žilka (* 1. června)

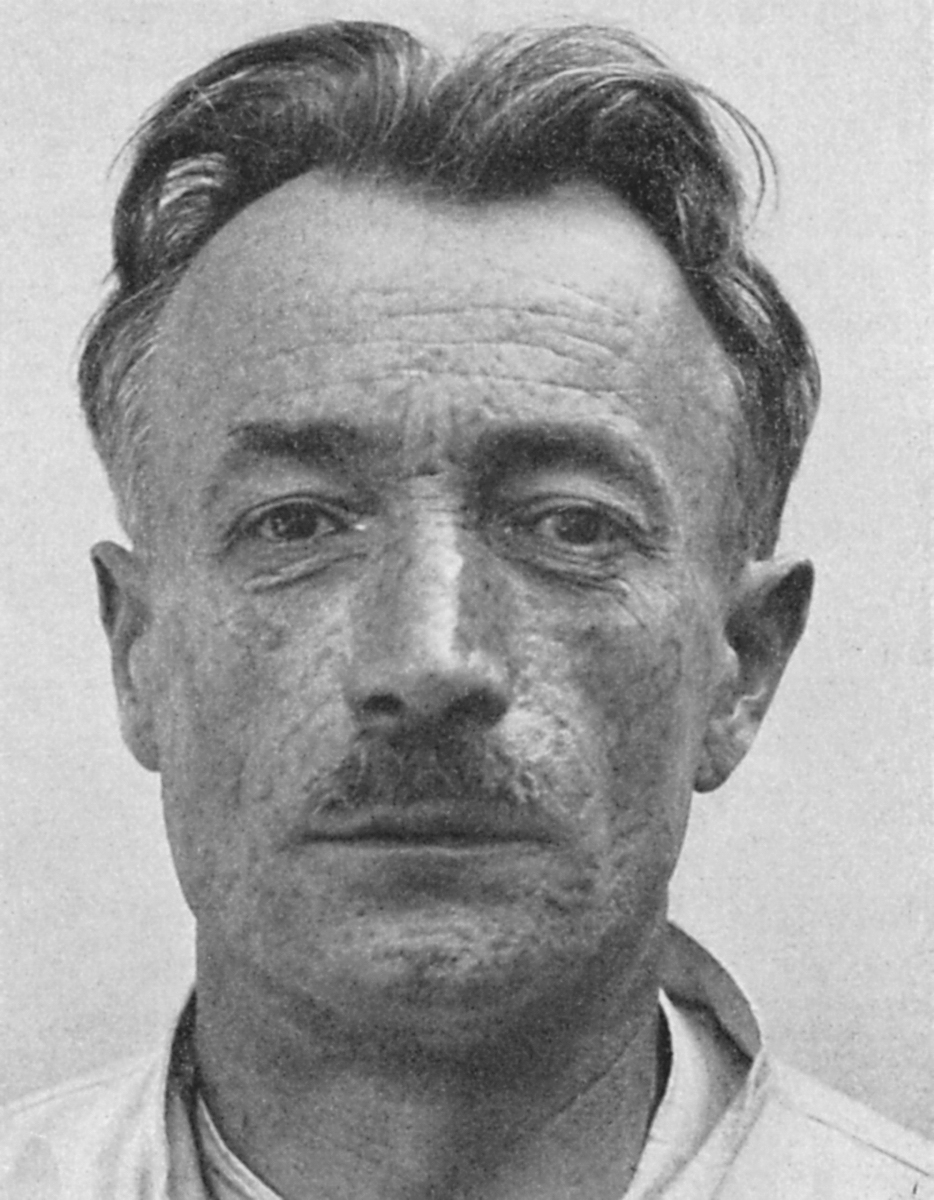
František Kupka (* 23. září)

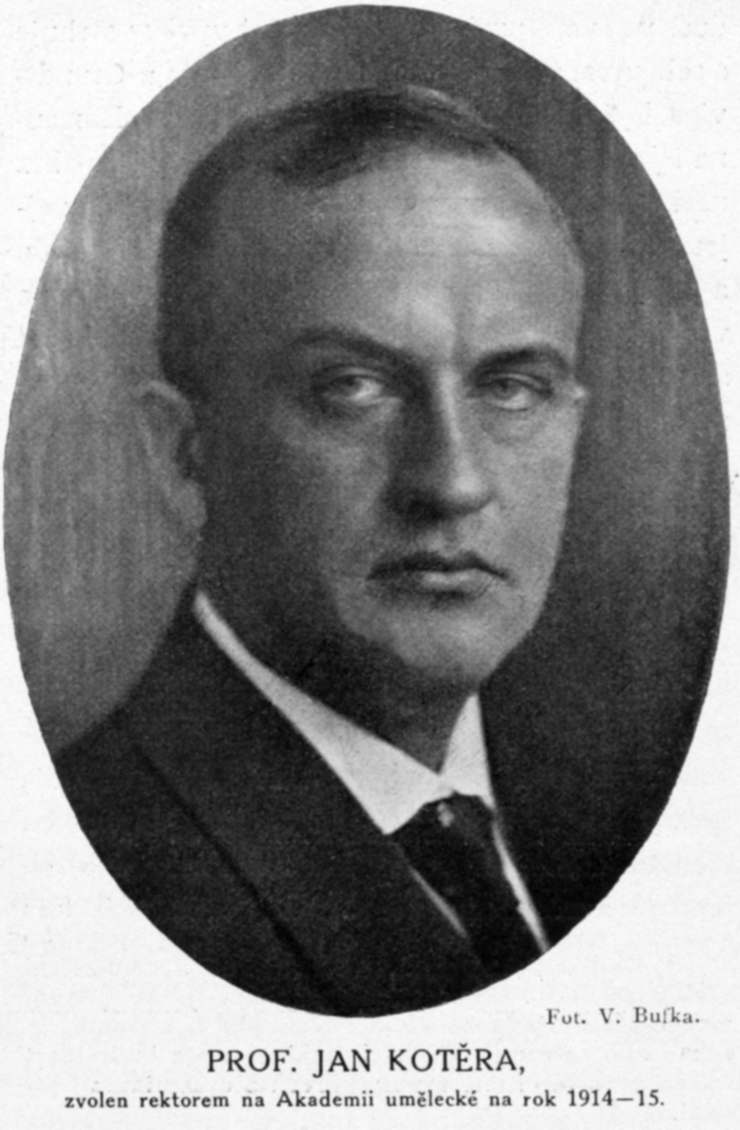
Jan Kotěra (* 18. prosince)

- 01. ledna – Antonín Svěcený, politik († 12. prosince 1941)
- 16. ledna – Franz Röttel, československý politik německé národnosti († 5. listopadu 1924)
- 19. ledna – Jaroslav Hilbert, dramatik, spisovatel († 10. května 1936)
- 22. ledna – Karel Fiala, herec († 27. července 1931)
- 24. ledna
  - Jiří Karásek ze Lvovic, básník, spisovatel a kritik († 5. března 1951)
  - Karel Sáblík, politik († 16. prosince 1932)
- 25. ledna – Ferdinand Jirásek, politik († 8. srpna 1931)
- 31. ledna – Bohumil Tomáš, dirigent a hudební skladatel († 6. září 1945)
- 12. února – František Šamberger, profesor dermatovenerologie na Univerzitě Karlově († 9. prosince 1944)
- 14. února – Alexandr Kantor, divadelní herec, režisér a dramatik († 6. září 1929)
- 28. února – Josef Ladislav Němec, zlatník, šperkař a designér († 17. července 1943)
- 03. března – Jaroslav Feyfar, lékař a fotograf († 19. března 1935)
- 06. března – Josef Melzer, stavitel varhan († 29. listopadu 1958)
- 07. března – Božena Ecksteinová, sociálně demokratická politička († 22. května 1930)
- 13. března – Elemír Vollay, politik († 21. května 1946)
- 14. března
  - Marie Gardavská, malířka hanáckého folkloru († 6. června 1937)
  - Josef Povondra, major četnictva, zakladatel první daktyloskopické sbírky († 8. července 1940)
- 15. března – Františka Skaunicová, politička († 4. ledna 1923)
- 16. března – Vinzenz Mark, československý politik německé národnosti († 25. září 1945)
- 25. března – Josef Kouša, politik († 14. října 1935)
- 27. března – Ján Brežný, politik († 25. prosince 1939)
- 02. dubna
  - František Hošek, sochař († 9. května 1895)
  - Václav Kotrba, knihtiskař, vydavatel a knihkupec († 1. prosince 1929)
- 07. dubna – Václav Schuster, národohospodář a politik († 12. srpna 1944)
- 10. dubna – Alfréd Meissner, ministr spravedlnosti († 29. září 1950)
- 18. dubna – Wenzel Lehnert, československý politik německé národnosti († ?)
- 20. dubna – Josef Jerie, gynekolog († 1. dubna 1951)
- 21. dubna – Vojtěch Říhovský, hudební skladatel († 15. září 1950)
- 22. dubna – Václav Houser, politik († 1958)
- 23. dubna – František Josef Čečetka, spisovatel († 3. června 1942)
- 30. dubna – František Sander, architekt († 10. ledna 1932)
- 05. května – Jan Janák, skladatel a sbormistr († 10. září 1942)
- 07. května – Vojtěch Kuchynka, kontrabasista, sbormistr a skladatel († 1. srpna 1942)
- 13. května – František Obzina, politik († 26. července 1927)
- 16. května – Johann Polach, československý politik německé národnosti († 16. listopadu 1942)
- 31. května – Bohumil Vlasák, ministr financí Československa († 4. června 1945)
- 01. června – František Žilka, evangelický teolog († 9. února 1944)
- 04. června – Gustav Friedrich, archivář, historik, pedagog a editor († 19. listopadu 1943)
- 02. července – Ottokar Slawik, skladatel a hudební kritik († 22. května 1946)
- 05. července – Vratislav Černý, politik († 11. listopadu 1933)
- 19. července – Otakar Trnka, ministr veřejných prací Předlitavska († 25. června 1919)
- 07. srpna
  - Josef Antonín Brousil, malíř, krajinář († 27. září 1892)
  - Ivan Schulz, překladatel z angličtiny a severských jazyků († 2. ledna 1935)
- 08. srpna – Karel Herfort, zakladatel české dětské psychiatrie († 29. března 1940)
- 09. srpna – Gustav Zoula, sochař († 4. srpna 1915)
- 12. srpna – Jaroslav Kamper, novinář a kritik († 31. října 1911)
- 16. srpna – Václav Sehnal, politik († ?)
- 19. srpna – Hynek Kubát, kladenský hudební pedagog a dirigent († 8. září 1948)
- 22. srpna – František Soukup, politik († 11. listopadu 1940)
- 23. srpna – Alois Václav Horňanský, učitel, vinařský buditel († 3. července 1938)
- 26. srpna – Štefan Fidlík, politik († 1951)
- 08. září – František Modráček, politik († 23. března 1960)
- 10. září – Bohuslav Koukal, odborový funkcionář a politik († 3. srpna 1940)
- 16. září – Jaroslav Bakeš, chirurg, sběratel minerálů a cestovatel († 5. října 1930)
- 22. září – Karel Dostál-Lutinov, kněz, básník a spisovatel († 29. listopadu 1923)
- 23. září – František Kupka, malíř († 24. června 1957)
- 24. září – Václav Koranda, kněz, básník a publicista († 4. března 1920)
- 20. října
  - Hubert Gessner, česko-rakouský architekt († 24. dubna 1943)
  - Jáchym Havlena, politik († 12. února 1958)
  - Karel Moudrý, politik († 14. listopadu 1948)
- 31. října – Ota Bubeníček, malíř († 10. září 1962)
- 06. listopadu – Antonín Klouda, politik († 24. února 1961)
- 09. listopadu – Josef Zasche, německý národnosti († 11. října 1957)
- 21. listopadu – Karel Špillar, malíř a grafik († 7. dubna 1939)
- 25. listopadu – Emanuel Kejmar, politik († ?)
- 02. prosince – František Kroiher, politik († 17. června 1948)
- 04. prosince – Jan Sedlák, profesor bohosloví a historik († 8. května 1924)
- 18. prosince – Jan Kotěra, architekt († 17. dubna 1923)
- 25. prosince – Josef Hucl, politik († 27. dubna 1948)
- 29. prosince – Rudolf Karel Löw, poslední převor řádového konventu v Bělé pod Bezdězem († 8. března 1948)

### Svět

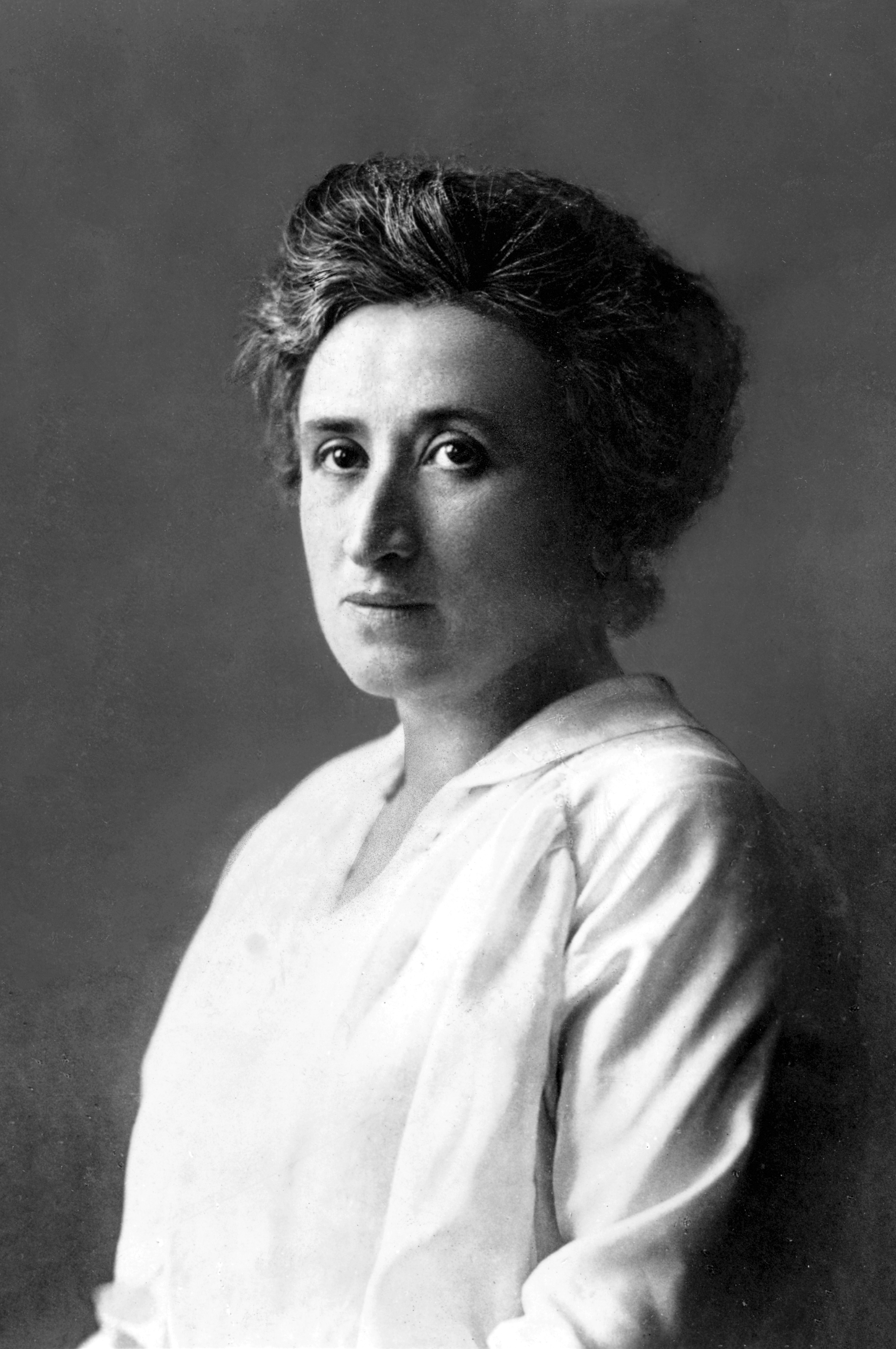
Rosa Luxemburgová (* 5. března)

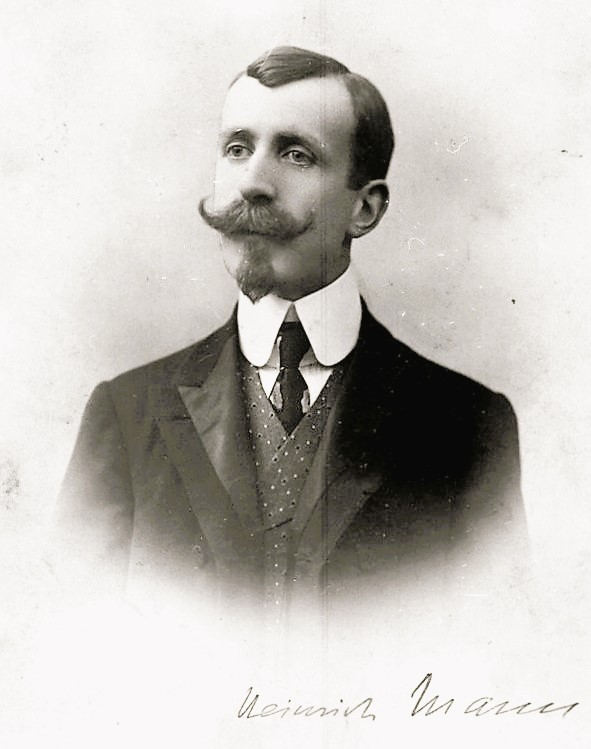
Heinrich Mann (* 27. března)

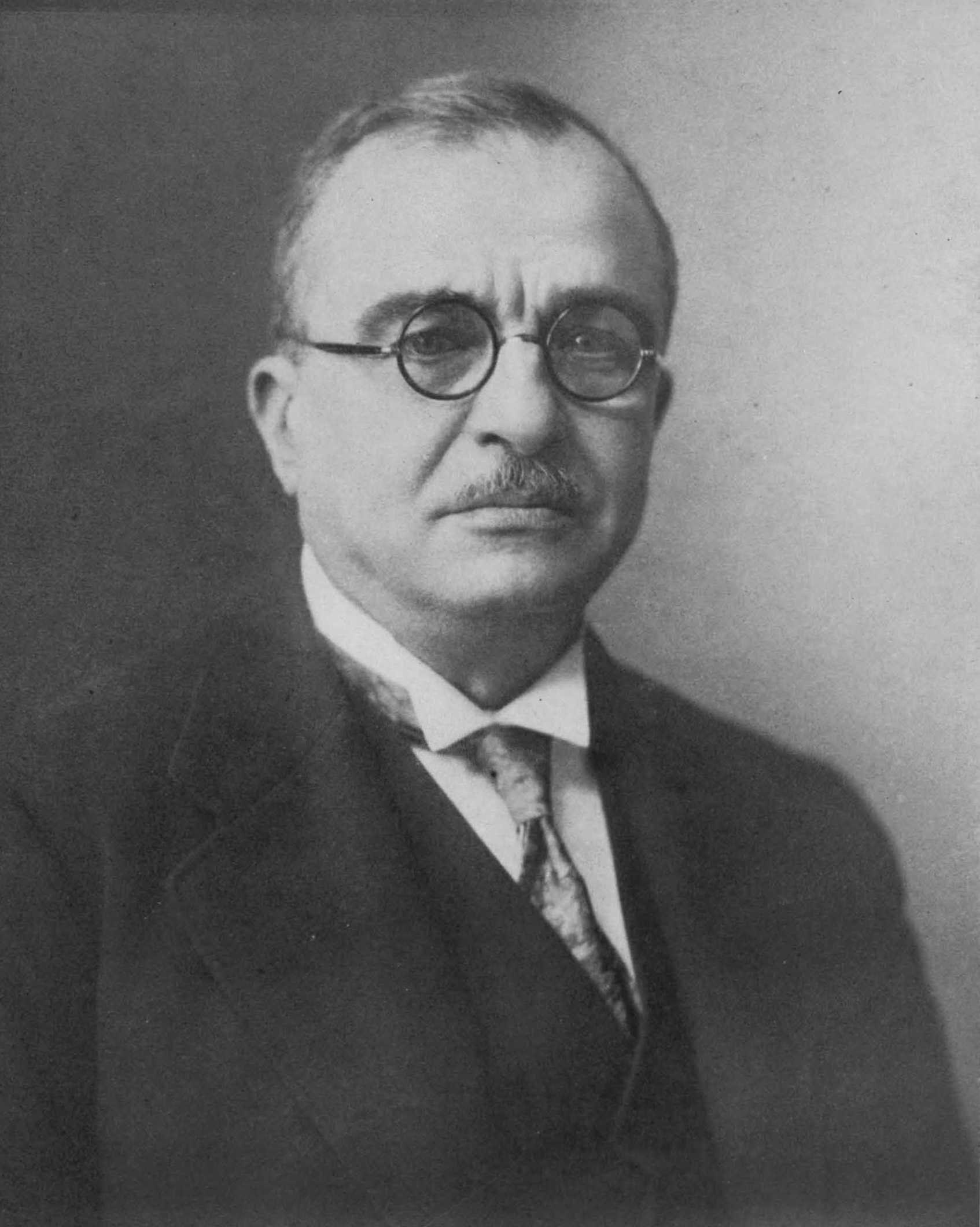
Ioannis Metaxas (* 12. dubna)

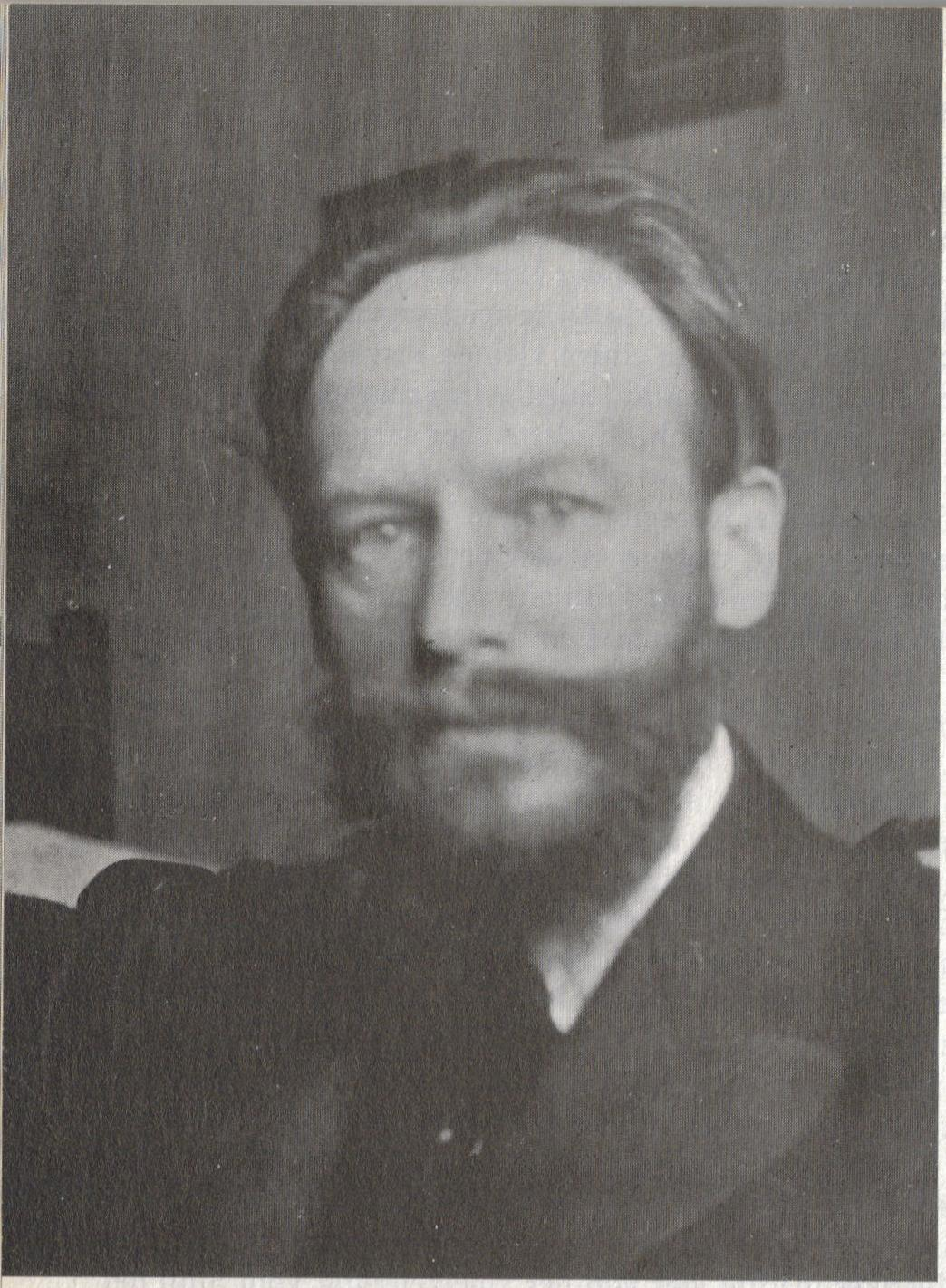
Christian Morgenstern (* 6. května)

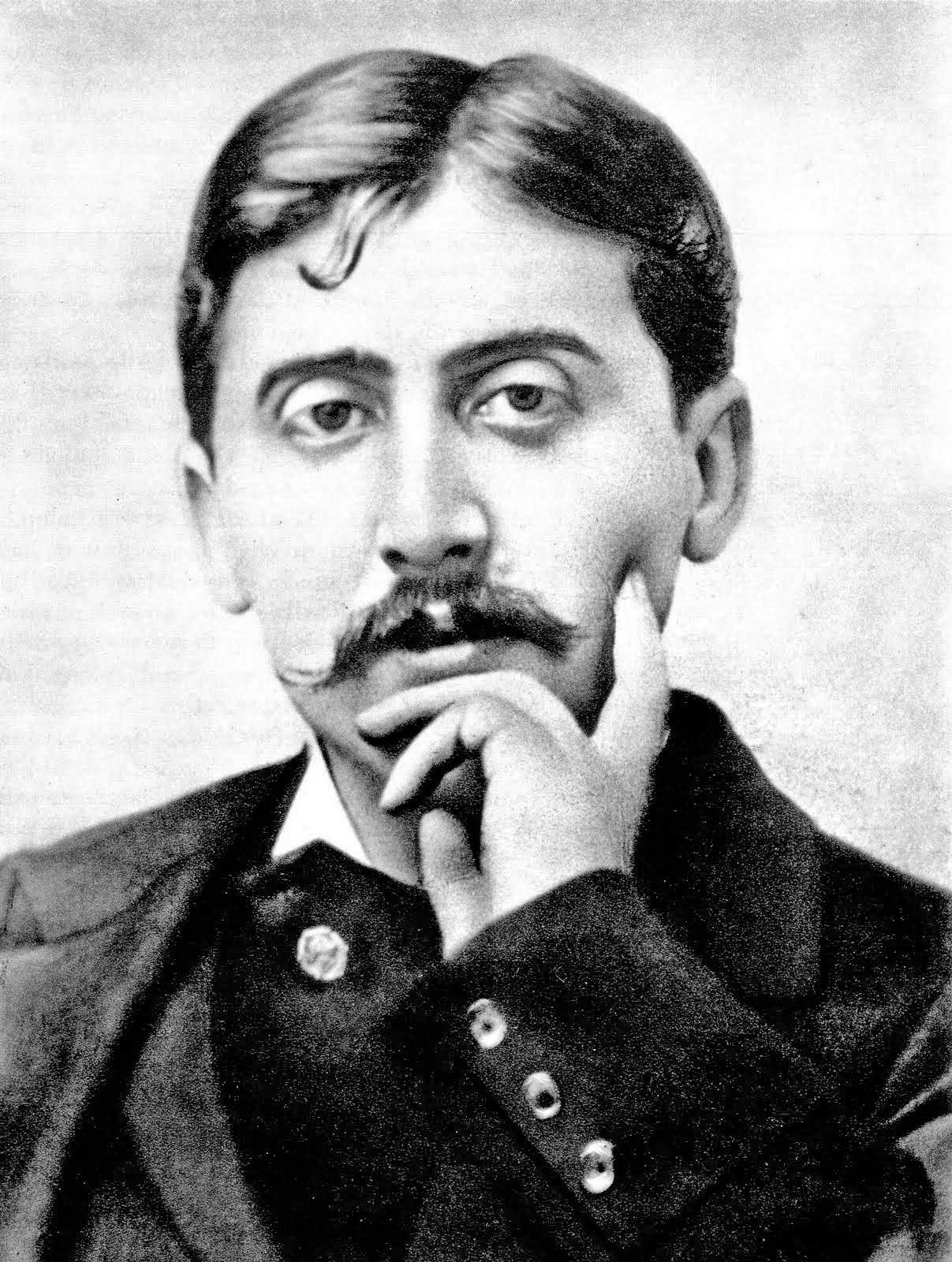
Marcel Proust (* 10. července)

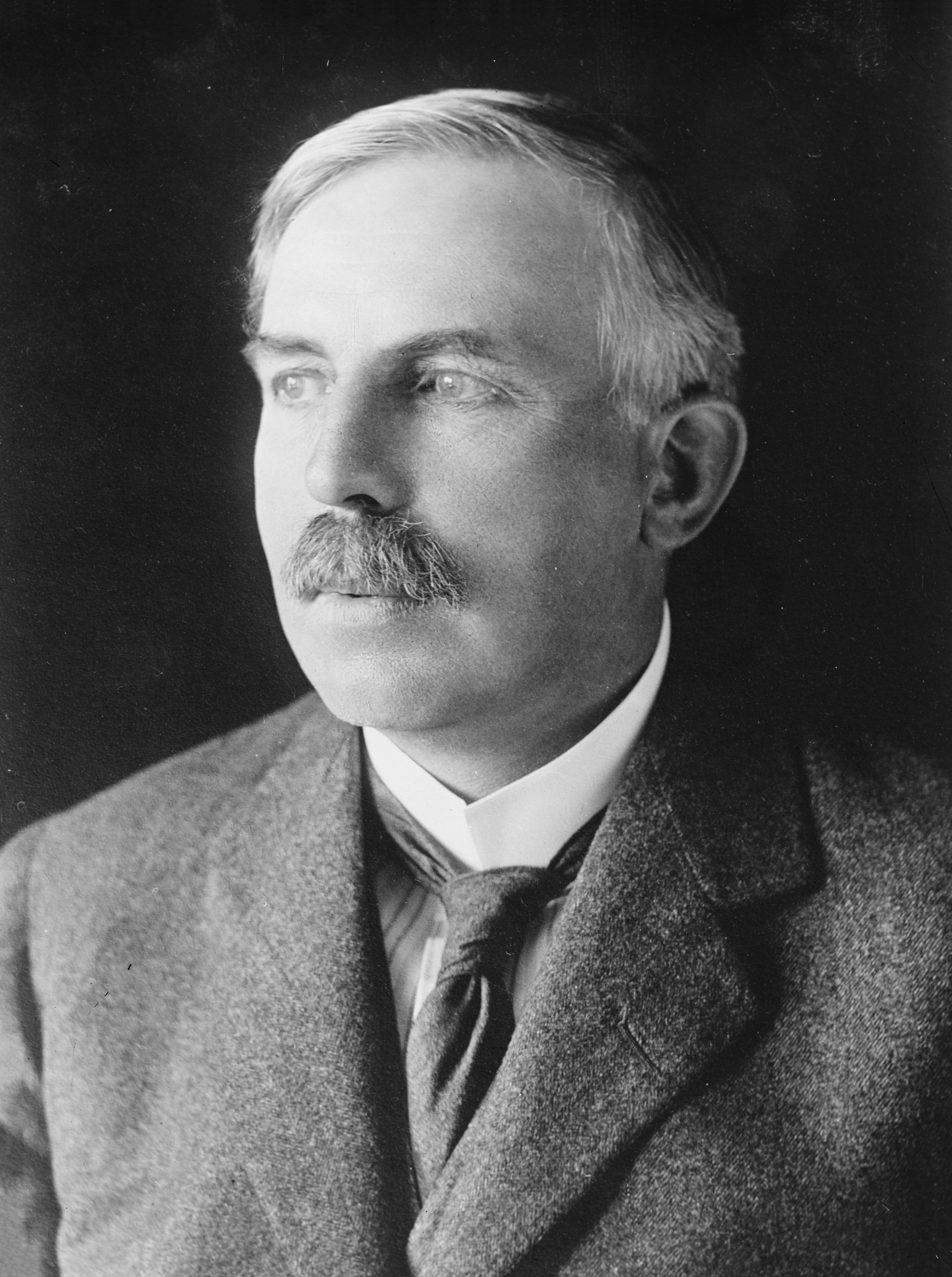
Ernest Rutherford (* 30. srpna)

- 7. ledna – Émile Borel, francouzský matematik a politik († 3. února 1956)
- 14. ledna – Pamela Wyndham, anglická šlechtična a spisovatelka († 18. listopadu 1928)
- 17. ledna
  - David Beatty, admirál britského královského námořnictva († 11. března 1936)
  - Nicolae Iorga, rumunský historik, dramatik a básník († 27. listopadu 1940)
- 18. ledna – Helmar Lerski, kameraman a fotograf († 19. srpna 1956)
- 23. ledna – Ernest Rude, norský fotograf († 18. března 1948)
- 4. února – Friedrich Ebert, první německý prezident († 28. února 1925)
- 9. února – Fran Saleški Finžgar, slovinský kněz a spisovatel († 2. června 1962)
- 25. února – Lesja Ukrajinka, ukrajinská spisovatelka († 1. srpna 1913)
- 26. února – Friedemann Götze, německý důstojník SS († 22. května 1946)
- 3. března – Maurice Garin, italský cyklista, první vítěz Tour de France († 19. února 1957)
- 5. března – Rosa Luxemburgová, německá marxistická teoretička a radikální politička († 15. ledna 1919)
- 6. března – Zoltán Bálint, maďarský architekt († 17. ledna 1939)
- 15. března – John William Twycross, australský fotograf († * 13. prosince 1936)
- 17. března – Marie Vetserová, milenka rakouského korunního prince Rudolfa Habsburského († 30. ledna 1889)
- 18. března – Reginald Aldworth Daly, kanadský geolog († 19. září 1957)
- 25. března – Hermann Abert, německý muzikolog († 13. srpna 1927)
- 27. března – Heinrich Mann, německý spisovatel († 12. března 1950)
- 30. března – Milutin Križko, československý politik († 25. srpna 1926)
- 8. dubna
  - Clarence Hudson White, americký fotograf († 7. července 1925)
  - Joseph August Lux, rakouský spisovatel a teoretik moderní architektury († 23. července 1947)
- 12. dubna
  - Július Klimko, československý politik († 15. března 1964)
  - Ioannis Metaxas, řecký předseda vlády († 29. ledna 1941)
- 14. dubna – Henri Fournier, francouzský automobilový závodník († 18. prosince 1919)
- 16. dubna – John Millington Synge, irský spisovatel († 24. března 1909)
- 29. dubna – William Stern, americký psycholog a filozof († 27. března 1938)
- 1. května – Marius Maure, francouzský fotograf († 1941)
- 6. května
  - Victor Grignard, francouzský chemik († 13. prosince 1935)
  - Christian Morgenstern, německý básník a novinář († 31. března 1914)
- 9. května – Georgij Alexandrovič, třetí syn ruského cara Alexandra III. († 10. července 1899)
- 14. května – Vasyl Stefanyk, ukrajinský spisovatel († 7. prosince 1936)
- 26. května – Camille Huysmans, belgický politik († 23. února 1968)
- 27. května – Georges Rouault, francouzský malíř († 13. února 1958)
- 30. května – Leopold IV. z Lippe, poslední vládnoucí kníže z Lippe († 30. prosince 1949)
- 6. června – Oscar Wisting, norský námořník, polárník a objevitel († 5. prosince 1936)
- 11. června – Stjepan Radić, chorvatský politik († 8. srpna 1928)
- 16. června – Sergej Nikolajevič Bulgakov, ruský filosof, ekonom a pravoslavný teolog († 12. července 1944)
- 19. června – Fritz Hofmann, německý sportovec, atlet a gymnasta († 14. července 1927)
- 29. června – Danilo Alexandr Petrović-Njegoš, černohorský korunní princ († 24. září 1939)
- 2. července – Wilhelm von Mirbach-Harff, německý diplomat († 6. července 1918)
- 7. července – Benjamin Seebohm Rowntree, britský sociální výzkumník († 7. října 1954)
- 10. července – Marcel Proust, francouzský romanopisec († 18. listopadu 1922)
- 11. července – Velimir Vukićević, předseda vlády Království Srbů, Chorvatů a Slovinců († 27. listopadu 1930)
- 15. července – Henryk Arctowski, polský geograf, geofyzik, geolog, cestovatel († 22. února 1958)
- 17. července – Lyonel Feininger, americký malíř († 13. ledna 1956)
- 24. července – Paul Epstein, německý matematik († 11. srpna 1939)
- 27. července – Ernst Zermelo, německý matematik († 21. května 1953)
- 13. srpna – Karl Liebknecht, německý komunistický politik († 15. ledna 1919)
- 16. srpna – Zakaria Paliašvili, gruzínský hudební skladatel († 6. října 1933)
- 18. srpna
  - Johan Joseph Aarts, nizozemský malíř († 19. října 1934)
  - Olga Borisovna Lepešinská, sovětská bioložka († 22. října 1963)
- 19. srpna – Orville Wright, spolutvůrce prvního letadla († 30. ledna 1948)
- 21. srpna – Leonid Nikolajevič Andrejev, ruský spisovatel a dramatik († 12. září 1919)
- 27. srpna – Theodore Dreiser, americký prozaik a novinář († 28. prosince 1945)
- 29. srpna – Albert Lebrun, prezident Francouzské republiky († 6. března 1950)
- 30. srpna – Ernest Rutherford, novozélandský fyzik († 19. října 1937)
- 31. srpna
  - Arnošt II. Sasko-Altenburský, poslední vévoda německého Sasko-Altenbursko vévodství († 22. března 1955)
  - George Eyser, americký gymnasta, olympijský vítěz († ?)
- 11. září – Scipione Borghese, italský průmyslník, politik, horolezec a automobilový závodník († 18. listopadu 1927)
- 17. září – Eleonora ze Solms-Hohensolms-Lich, hesenská velkovévodkyně († 16. listopadu 1937)
- 21. září – Julio González, španělský malíř a sochař († 27. března 1942)
- 24. září – Lottie Dodová, pětinásobná wimbledonská vítězka († 27. června 1960)
- 25. září – Nils Edén, švédský historik, politik a ministerský předseda Švédska († 16. června 1945)
- 27. září – Grazia Deleddaová, italská spisovatelka († 15. srpna 1936)
- 28. září – Franz Grainer, bavorský dvorní fotograf († 1948)
- 2. října – Cordell Hull, ministr zahraničních věcí USA († 23. července 1955)
- 3. října – Stijn Streuvels, vlámský spisovatel († 15. srpna 1969)
- 13. října – Paul Federn, americký psycholog a psychoanalytik († 4. května 1950)
- 14. října – Alexander Zemlinsky, rakouský dirigent a hudební skladatel († 15. března 1942)
- 19. října – Fjodor Dan, ruský politik († 22. ledna 1947)
- 23. října – Gjergj Fishta, albánský františkánský mnich a básník († 30. prosince 1940)
- 28. října – Nikolaj Kedrov starší, ruský skladatel duchovní hudby († 1940)
- 1. listopadu
  - Alexander Spendiarjan, arménský hudební skladatel a dirigent († 7. května 1928)
  - Stephen Crane, americký spisovatel († 5. června 1900)
- 15. listopadu – Erich von Tschermak, rakouský agronom a šlechtitel († 11. října 1962)
- 18. listopadu
  - Robert Hugh Benson, anglický kněz a spisovatel († 19. října 1914)
  - Amadeo Vives, španělský hudební skladatel († 2. prosince 1932)
- 19. listopadu – Ondrej Janček, československý politik († 28. března 1947)
- 28. prosince – Pío Baroja, španělský romanopisec († 30. října 1956)
- ? – Čang Ťing-chuej, čínský generál a politik († 1. listopadu 1959)

## Úmrtí

### Česko

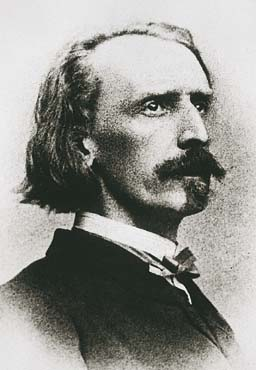
Josef Mánes († 9. prosince)

- 1. ledna – Karel Vladislav Zap, vlastenecký učitel, spisovatel, historik (* 8. ledna 1812)
- 24. ledna – Josef John, lesník (* 17. srpna 1802)
- 25. ledna
  - Albert Nostitz-Rieneck, nejvyšší maršálek Království českého (* 23. srpna 1807)
  - Josef Kačer, evangelický kazatel a básník (* 30. března 1802)
- 5. února – Anton Glasner, starosta Znojma (* 1802)
- 7. února – Martin Alexander Přibyl, kněz, národní buditel, archeolog a básník (* 14. prosince 1803)
- 8. února – Ignác Ondříček, houslista a lidový hudebník (* 7. května 1807)
- 28. března –  – Tobias Mössner, česko-rakouský malíř divadelních dekorací (* 1790)
- 1. dubna – Josef František Wittoch, kantor a skladatel (* 14. listopadu 1788)
- 3. května – Gregor Wolný, benediktin, historik a spisovatel (* 20. prosince 1793)
- 6. června – Otto Bischoff, podnikatel a politik německé národnosti (* 7. března 1818)
- 16. června – Josef Věnceslav Vlasák, učitel a obrozenecký spisovatel (* 14. dubna 1802)
- 30. června – Josef Ondřej Liboslav Rettig, řeholník, botanik a pedagog (* 8. března 1821)
- 8. července  – František Šípek, poslanec Českého zemského sněmu (* 8. září 1822)
- 10. července – Jan Kazimír Wiedersperger z Wiederspergu, teolog († 11. srpna 1799)
- 14. července – Václav Šolc, básník (* 23. prosince 1838)
- 23. července – Josef Auštěcký, učitel, redaktor a překladatel (* 17. května 1827)
- 3. září – Václav Emanuel Horák, varhaník, hudební skladatel a pedagog (* 1. ledna 1800)
- 19. října – Josef Kranner, architekt (* 13. června 1801)
- 9. prosince – Josef Mánes, malíř (* 12. května 1820)

### Svět
- 3. ledna

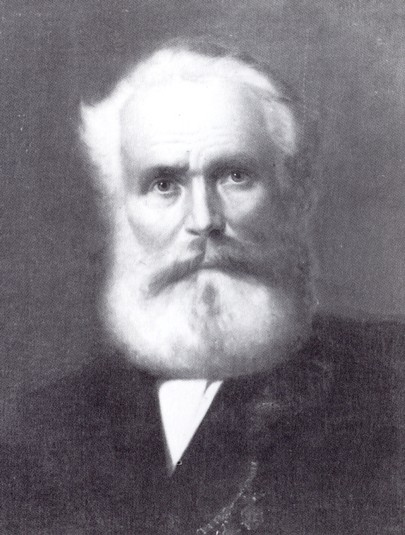
Michael Thonet († 3. bŕezna)

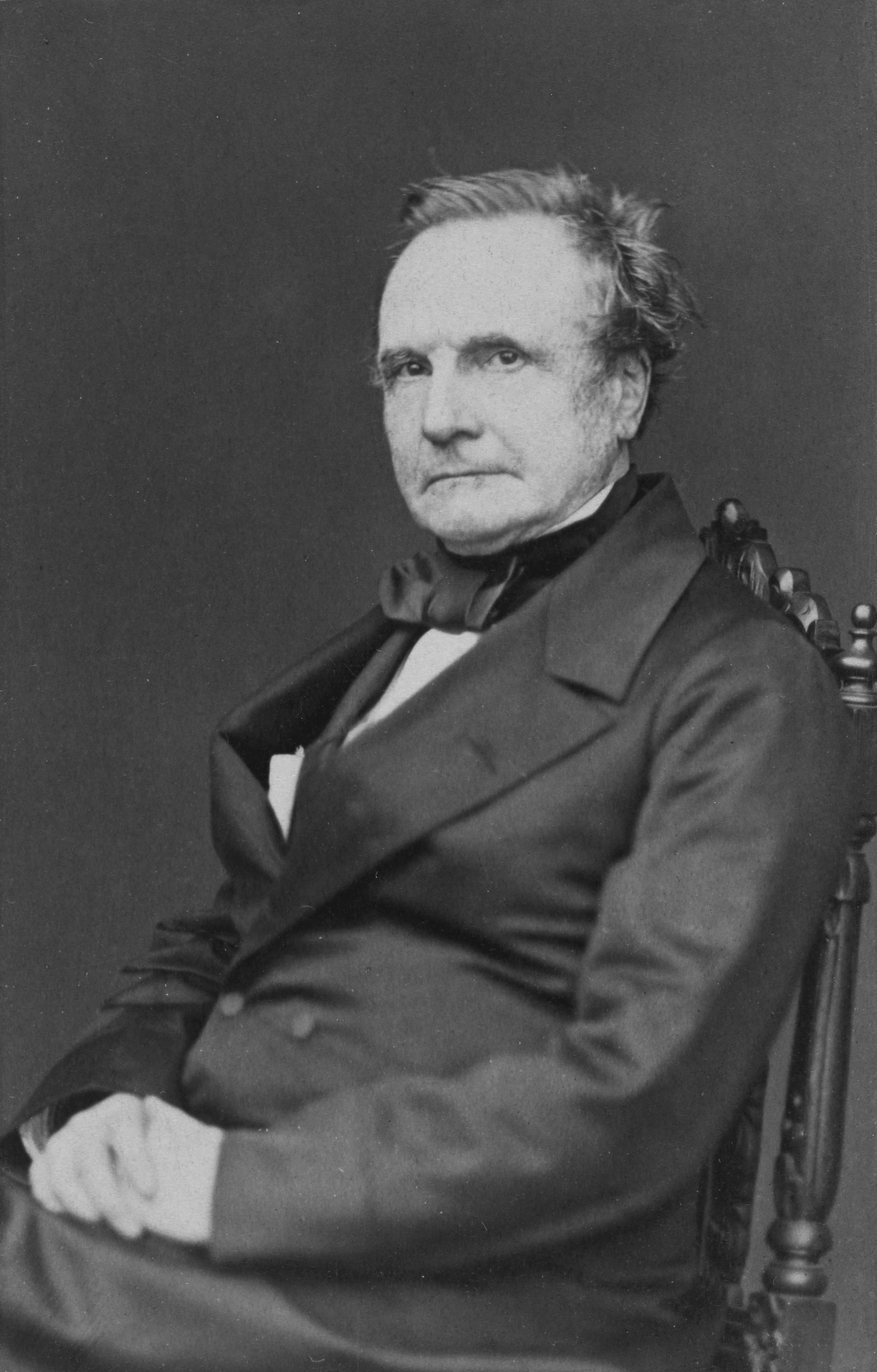
Charles Babbage († 18. října)

  - Konstantin Dmitrijevič Ušinskij, ruský pedagog (* 2. března 1824)
  - Kuriakose Elias Chavara, indický katolický kněz (* 10. února 1805)
- 23. ledna – Friedrich Anton Wilhelm Miquel, německo-nizozemský botanik (* 24. října 1811)
- 25. ledna – Wilhelm Weitling, teoretik komunismu německého původu (* 5. října 1808)
- 4. února
  - Imám Šamil, vládce Dagestánu, Čečenska a Circassia (* 26. června 1797)
  - Hermann von Pückler-Muskau, německý šlechtic, voják, cestovatel (* 30. října 1785)
- 7. února – Rudolf von Feistmantel, rakouský lesník a entomolog (* 22. července 1805)
- 8. února – Moritz von Schwind, rakouský malíř (* 21. ledna 1804)
- 3. března – Michael Thonet, německý výrobce nábytku (* 2. července 1796)
- 18. března
  - Augustus De Morgan, britský matematik (* 27. června 1806)
  - Georg Gottfried Gervinus, německý historik (* 20. května 1805)
- 19. března – Wilhelm Karl von Haidinger, rakouský mineralog, geolog, fyzik a optik (* 5. února 1795)
- 25. března – Leopold II. Sedlnický, slezský šlechtic, vratislavský biskup (* 29. července 1787)
- 26. března – François-Joseph Fétis, belgický hudební skladatel, kritik, muzikolog, historik a pedagog (* 25. března 1784)
- 30. března – Luisa Oranžsko-Nasavská, švédská a norská královna (* 5. srpna 1828)
- 7. dubna – Wilhelm von Tegetthoff, rakouský admirál (* 23. prosince 1827)
- 16. dubna – Johann von Oppolzer, rakouský lékař (* 4. srpna 1808)
- 4. května – Marie Annunziata Neapolsko-Sicilská, arcivévodkyně rakouská (* 24. března 1843)
- 11. května – John Herschel, anglický astronom, matematik, chemik a fotograf (* 7. března 1792)
- 13. května – Daniel Auber, francouzský skladatel a pedagog (* 29. ledna 1782)
- 23. května – Jarosław Dąbrowski, polský levicový nacionalista, bojovník za vznik nezávislého Polska (* 13. listopadu 1836)
- 24. května
  - Georges Darboy, arcibiskup pařížský (* 16. ledna 1813)
  - Raoul Rigault, francouzský revolucionář, novinář a politik (* 16. ledna 1846)
- 22. května – Émilie Pellapra, francouzská šlechtična (* 11. listopadu 1806)
- 26. května – Aimé Maillart, francouzský hudební skladatel (* 24. března 1817)
- 5. června – Viktor Ivanovič Močulskij, ruský entomolog (* 11. dubna 1810)
- 9. června – Anna Atkinsová, anglická botanička a fotografka (* 16. března 1799)
- 22. června – Charles Lemaire, francouzský botanik a spisovatel (* 1. listopadu 1800)
- 15. července – Ján Chalupka, slovenský dramatik, publicista a spisovatel (* 28. října 1791)
- 14. srpna –  – Paul Deltuf, francouzský básník a spisovatel (* 1825)
- 25. září – Luis-Joseph Papineau, francouzsko-kanadský politik (* 7. října 1786)
- 3. října – August Ludwig von Senarclens-Grancy, německý důstojník a dvorský úředník (* 19. srpna 1794)
- 7. října
  - Francis Fletcher, osadník v americkém státě Oregon (* 1. března 1814)
  - Lella Ricci, italská operní zpěvačka (* 1850)
- 11. října – Eugen Kvaternik, chorvatský politik (* 31. října 1825)
- 12. října – Friedrich Kriehuber, rakouský malíř (* 7. června 1834)
- 13. října – Jacob Christoph Rad, rakouský cukrovarník, vynálezce kostkového cukru (* 25. března 1799)
- 18. října – Charles Babbage, britský matematik, filosof a informatik (* 26. prosince 1791)
- 22. října – Roderick Murchison, skotský geolog a paleontolog (* 19. února 1792)
- 21. prosince – Henrik Rung, dánský hudební skladatel (* 30. března 1807)
- 16. prosince – Stipan Krunoslav Ivičević, rakouský spisovatel, novinář, jazykovědec (* 24. ledna 1801)

## Hlavy států
- Papež – Pius IX. (1846–1878)

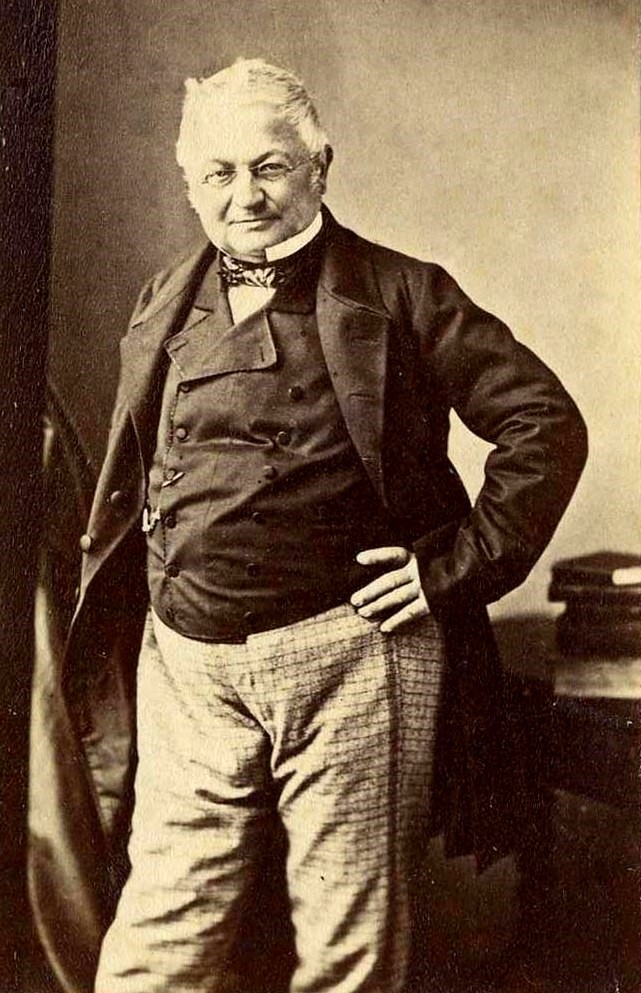
V roce 1871 se stal Adolphe Thiers prvním prezidentem Francouzské republiky

- Království Velké Británie – Viktorie (1837–1901)
- Francie – Napoleon III. (1852–1871) / Adolphe Thiers (1871–1873)
- Uherské království – František Josef I. (1848–1916)
- Rakouské císařství – František Josef I. (1848–1916)
- Rusko – Alexandr II. (1855–1881)
- Prusko – Vilém I. (1861–1888)
- Dánsko – Kristián IX. (1863–1906)
- Švédsko – Karel XV. (1859–1872)
- Belgie – Leopold II. Belgický (1865–1909)
- Nizozemsko – Vilém III. Nizozemský (1849–1890)
- Řecko – Jiří I. Řecký (1863–1913)
- Španělsko – Amadeus I. Španělský (1870–1873)
- Portugalsko – Ludvík I. Portugalský (1861–1889)
- Itálie – Viktor Emanuel II. (1861–1878)
- Rumunsko – Karel I. Rumunský (1866–1881 kníže, 1881–1914 král)
- Osmanská říše – Abdulaziz (1861–1876)
- USA – Ulysses S. Grant (1869–1877)
- Japonsko – Meidži (1867–1912)